# Краснов, Лев Борисович
Лев Борисович Краснов (19 июля 1932, Ленинград, СССР — май 2005, Москва, Россия) — советский и российский инженер, лауреат Государственной премии СССР (1975).
Окончил МВТУ (1956).
Работал в НИИ-244 (с 1964 г. Яузский радиотехнический институт МРП. 1.02.1968 г. преобразован во Всесоюзный НИИ радиотехники (ВНИИРТ)) в должностях от инженера до начальника отдела межвидовых РЛС обнаружения низколетящих целей.
Разработчик тренажёров для тренировки боевых расчётов РЛС обнаружения. Главный конструктор ряда изделий, в том числе тренажёра «Учебник». Научный руководитель НИР, НИЭР «Томат», «Фотон-СП».
Кандидат технических наук.
Лауреат Государственной премии СССР 1975 года (в составе коллектива). Награждён орденом Трудового Красного Знамени (1971).